# Pompa muscolare
La pompa muscolare è il meccanismo per cui il sangue venoso può rifluire all'atrio destro grazie a contrazione dei muscoli dell'apparato scheletrico.
Più precisamente è definita vis a latere, in quanto deriva dalla contrazione dei muscoli degli arti: questi ultimi, contraendosi, fanno aumentare la vasocostrizione e quindi, in accordo con la legge di Poiseuille, aumenta la pressione sanguigna e la forza di ritorno del sangue all'atrio destro.